# De Molen

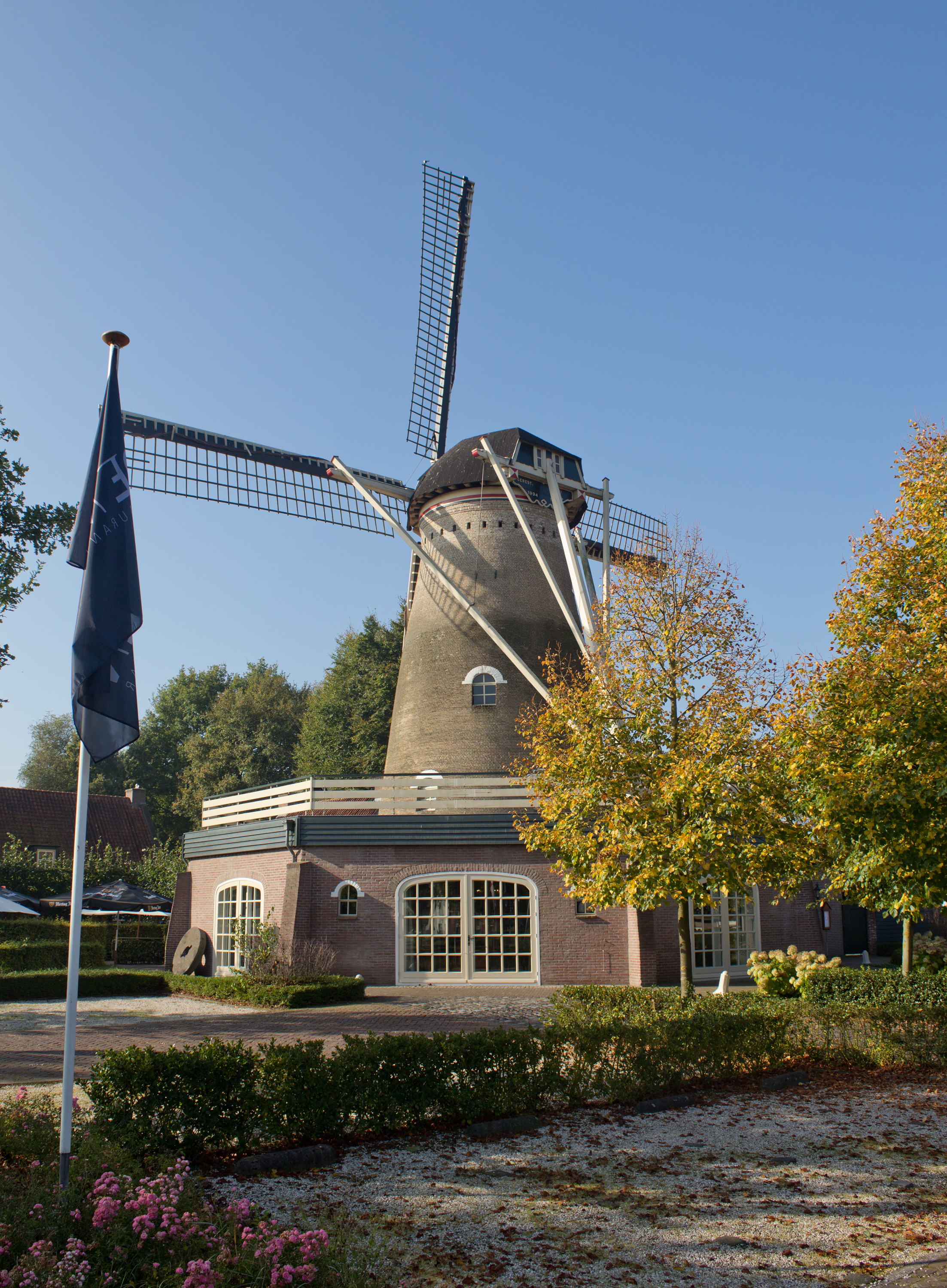
Molen De Couwenbergh

De Molen is een restaurant in Kaatsheuvel in Nederland. In de perioden 2006-2008 en 2011-2014 had het een Michelinster.
Het restaurant is gevestigd in De Couwenbergh, een molen uit 1849-1850. Het werd in juli 2014 gesloten als gevolg van faillissement. Enkele maanden later werd in de molen een nieuw restaurant geopend onder nieuwe eigenaren.